# 유엔 동티모르 임시행정부
유엔 동티모르 임시행정부(영어: United Nations Transitional Administration in East Timor, 포르투갈어: Administração Transitória das Nações Unidas em Timor Leste, UNTAET)는 1999년 동티모르 위기 발생 이후 동티모르 문제를 해결하기 위해 파견된 유엔 행정단으로, 1999년 10월 25일 유엔 안보리 결의안 제1272호에 의거하여 설치된 뒤 2002년 5월 20일까지 운영되었다.
유엔 평화유지 임무 중 드물게 유엔이 동티모르 영토를 직접 관리하는 것이 UNTAET에 포함되었다. 임시행정부의 임무에는 치안과 질서를 유지하기 위한 평화유지군 제공, 동티모르에 대한 구호 지원 촉진 및 조정, 물리적 인프라의 긴급 복구 촉진, 동티모르 관리 및 지속 가능한 통치와 법치를 위한 구조 조성, 그리고 새로운 헌법의 기초와 선거를 실시하기 위한 준비 등이 포함되었다.
2001년 동티모르 의회 선거를 통해 동티모르 의원 88명이 선출되었고, 선출의원들이 2002년 3월 22일 동티모르 헌법을 승인하였다. 이후 2002년 4월 동티모르 대통령으로 샤나나 구스망이 선출되고, 5월 20일 동티모르 헌법이 발효되면서 동티모르가 독립하였다. 동티모르의 독립으로 유엔 임시행정부의 임무 역시 끝나게 되었으며, 동티모르는 2002년 9월 27일 유엔의 회원국으로 가입하였다.

## 역사

### 초기 행정부
1999년 12월 UNTAET REG 1999/2에 의해 국가자문협의회가 설립되었으며, 동티모르의 정치 및 지역 사회 지도자들이 임시행정관에게 조언하고 정책 문제를 논의하는 포럼 역할을 했다.  협의회는 11명의 티모르 회원과 4명의 국제 회원으로 구성되었다. 또한 동티모르의 사법부에 영향을 미치는 결정에 동티모르 지도자들의 대표성을 보장하기 위해 임시사법위원회가 설립되었다. 위원회는 3명의 티모르 대표와 2명의 국제 전문가로 구성되었다.

### 제1차 임시행정부
2000년 7월에 국가자문협의회는 동티모르의 13개 구에서 각각 1명의 대표를 포함한 36명의 위원으로 확대되었다.  모든 구성원들은 이제 티모르인이었고 동티모르의 주요 정당들과 종교 공동체들을 대표했다. 국가자문협의회는 입법부 형식의 기구가 되었고 UNTAET가 발표한 미래의 규정에 대해 논의할 권리가 있었다. 2000년 7월 15일부터는 행정부인 제1차 임시내각이 구성되었고, 내각의 구성원은 4명의 티모르인과 4명의 해외 사람들이었다.

### 제2차 임시행정부
2001년 8월 30일 열린 동티모르 의회 선거에서 총 88명의 의원이 선출되었고, 이 선거에서 동티모르 독립혁명전선이 과반의 의석을 차지했다. 선출의원들은 2001년 9월 20일 임시 총리를 임명하였고, 마리 알카티리가 임시 총리가 되어 제2차 임시행정부가 시작되었다.
제2차 임시행정부는 동티모르 헌법 초안을 작성하여 2002년 3월 공포했다. 또한 2002년 4월 14일 동티모르 대통령 선거에서 샤나나 구스망이 선출되었다. 2002년 5월 20일 동티모르가 독립한 뒤, 임시의회는 동티모르 의회로 승격되었고 제2차 임시행정부도 행정권을 동티모르 정부에 이양했다.

## 주요 관료

### 임시행정부 행정관
세르지우 비에이라 지 멜루가 동티모르 사무총장 특별대표로서 부임했다.
| - |  | 이안 마틴                             | 1999년 10월 25일 | 1999년 11월 19일 | n/a |
| - |  | 세르지우 비에이라 지 멜루 (1948–2003) | 1999년 11월 19일 | 2002년 5월 20일  | n/a |

### 총리
마리 알카티리가 2001년 의회 선거 이후 총리가 되어 2002년 5월까지 총리직을 맡았다.
| 대수 | 사진 | 이름                        | 선거 | 임기            | 임기            | 임기  | 정당                  |
| 대수 | 사진 | 이름                        | 선거 | 취임일          | 퇴임일          | 임기  | 정당                  |
| ---- | ---- | --------------------------- | ---- | --------------- | --------------- | ----- | --------------------- |
| 1    |      | 마리 알카티리 (1949년 출생) | 2001 | 2001년 9월 20일 | 2002년 5월 20일 | 212일 | 동티모르 독립혁명전선 |

### 선거
유엔 임시행정부 시기, 동티모르에서는 2번의 선거가 열렸다.
- 2001년 동티모르 의회 선거
- 2002년 동티모르 대통령 선거

## 같이 보기
- 1999년 동티모르 위기
- 1999년 동티모르 독립 투표